# Stazione di Donong
La stazione di Donong (도농역 - 陶農驛, Donong-nyeok) è una stazione ferroviaria situata nella città di Namyangju, nella regione del Gyeonggi-do, facente parte dell'area metropolitana di Seul. La stazione è servita dalla linea Jungang del servizio ferroviario metropolitano Korail.

## Linee
Korail
■ Linea Jungang (Codice: K124)

## Struttura
La stazione è realizzata in superficie, con fabbricato viaggiatori a ponte sopra il piano del ferro, il quale è costituito da due marciapiedi a isola, con 4 binari passanti. Sono presenti scale mobili e ascensori.
| 1-2 | ■ Linea Jungang | per Deokso, Paldang, Yangpyeong e Yongmun           |
| 3-4 | ■ Linea Jungang | per Cheongnyangni, Wangsimni, Oksu, Ichon e Yongsan |

## Stazioni adiacenti
| «             | Servizio      | »             |
| Linea Jungang | Linea Jungang | Linea Jungang |
| ------------- | ------------- | ------------- |
| Guri          | Locale        | Yangjeong     |
| Guri←         | Espresso      | ← Deokso      |